# 黃士毅
黄士毅（?—?），字子洪，福建莆田人，宋朝理学家。
自幼嗜学，后由莆田徙居吴中，一直跟从朱熹学习，编有《朱子语类》一百四十卷。